# 蒙戈济
蒙戈济（法語：Mongauzy，法語發音：[mɔ̃ɡozi]）是法国吉伦特省的一个市镇，属于朗贡区。

## 地理
蒙戈济（44°34'2"N, 0°2'1"E）面积6.84 平方千米，位于法国新阿基坦大区吉倫特省，该省份为法国西南部沿海省份，是法國本土面积最大的省，北起滨海夏朗德省，西临大西洋，南至朗德省，东南接洛特-加龍省，东临多爾多涅省。
与蒙戈济接壤的市镇（或旧市镇、城区）包括：福塞和巴莱萨克、布尔代勒、拉莫特朗代龙、蒙塔古丹、圣伊莱尔-德拉诺阿耶、圣米歇尔-德拉皮雅德、瑞西。

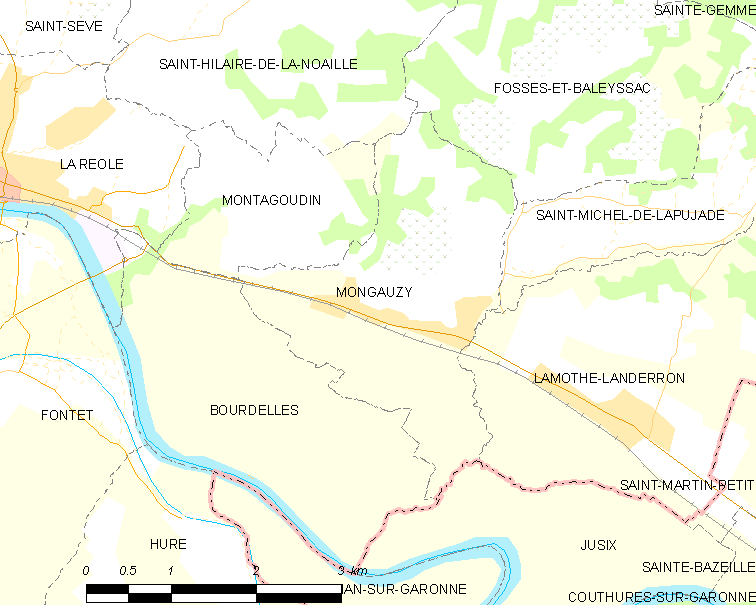
蒙戈济的OSM定位图

蒙戈济的时区为UTC+01:00、UTC+02:00（夏令时）。

## 行政
蒙戈济的邮政编码为33190，INSEE市镇编码为33287。

## 政治
蒙戈济所属的省级选区为勒雷奥莱-莱巴斯蒂德县。

## 人口

1962-2008年间蒙戈济人口变化图示

蒙戈济于2022年1月1日时的人口数量为656人。